# Bulbophyllum subpatulum
Bulbophyllum subpatulum är en orkidéart som beskrevs av Jaap J. Vermeulen. Bulbophyllum subpatulum ingår i släktet Bulbophyllum och familjen orkidéer. Inga underarter finns listade i Catalogue of Life.